# Leigh Payne
Leigh Ann Payne é uma acadêmica norte-americana, professora de sociologia na Universidade de Oxford, no Reino Unido, com extensa produção intelectual no campo da justiça de transição divulgada em inglês, espanhol e português. Seu trabalho é referência no estudo do impacto dos mecanismos de justiça de transição (como as comissões da verdade e o julgamento de criminosos de estado) na consolidação dos regimes democráticos.

## Carreira
Obteve seu doutorado em Ciência Política em 1990, na Universidade Yale, nos Estados Unidos, com uma tese sobre os industriais brasileiros na transição para a democracia após a ditadura militar de 1964.
Anteriormente obteve um mestrado em Ciência Política pela Universidade Yale (1985), e um bacharelado em História e Ciência Política (1980) e um mestrado em estudos latino-americanos (1983) pela Universidade de Nova Iorque.
Foi professora na Universidade de Wisconsin-Madison, na Universidade Notre Dame e na Universidade de Minessota.

## Pensamento e pesquisa
Payne tem 20 livros publicados em inglês, espanhol e português.
Em seu primeiro livro, “Brazilian Industrialists and Democratic Change” (Johns Hopkins University Press, 1994), Payne investigou as ligações entre as elites econômicas e o processo de redemocratização no Brasil, apontando que as mesmas elites que apoiaram o golpe militar de 1964 igualmente passaram a apoiar a redemocratização do país nos anos 1980. Com seu trabalho de pesquisa Payne demonstrou que menos do que se preocuparem com valores políticos (liberais ou autoritários) boa parte dos industriais brasileiros priorizava simplesmente a estabilidade e a manutenção do status quo.
Payne voltou ao tema dos atores econômicos na justiça de transição três décadas depois, dessa vez para investigar a cumplicidade de atores corporativos com graves violações contra os direitos humanos na obra “Transitional Justice and Corporate Accountability from Below” (Cambridge University Press, 2022).
Ainda na discussão sobre a busca pela verdade após o autoritarismo, Payne investigou a performance de perpetradores de violações de direitos humanos ao narrarem seus crimes, apontando que muitas vezes ela não conduzia nem a verdade, nem a reconciliação. O livro "Unsettling Accounts", publicado em 2008 pela Duke University Press apresenta essa tese através de casos de África do Sul, Argentina, Brasil e Chile.
No campo da ciência política baseada em evidências quantitativas de, Payne e seu time de pesquisa na Universidade de Wisconsin-Madison produziram o maior banco de dados atualmente disponível sobre aplicação de mecanismos de justiça de transição (anistias, julgamentos, comissões da verdade etc.) desde os anos 1970. 
A partir da base de dados foi produzido o livro “Transitional Justice in Balance”, escrito com Tricia Olsen e Andrew Reiter, onde são analisados dados de 854 mecanismos de justiça de transição implementados em 161 países entre os anos de 1970 e 2007. A pesquisa apontou que a combinação entre comissões da verdade e julgamentos gera um impacto positivo na consolidação democrática, abrindo controvérsia na literatura ao indicar que o uso de comissões da verdade na ausência de processos de responsabilização por violações contra os direitos humanos poderia vir em detrimento à democracia.  
Em 2011 publicou no Brasil, juntamente com Paulo Abrão e Marcelo Torelly, a obra coletiva “A Anistia na Era da Responsabilização: o Brasil em Perspectiva Internacional e Comparada”, prefaciada pelo então ministro da justiça José Eduardo Martins Cardozo, com contribuições dos organizadores e de acadêmicos como Kathryn Sikkink, Par Engstrom, Naomi Roht-Arriaza, Leslie Vinjamuri, Roberta Baggio, Deisy Ventura e Louise Malinder. O livro foi construído a partir de uma conferência internacional realizada nos dias 22 e 23 de outubro de 2010 na St Anthony's College. As palavras de abertura da conferência ficaram a cargo do professor emérito da Universidade de Oxford e sócio correspondente da Academia Brasileira de Letras, sr. Leslie Bethell. 
O livro foi publicado em um momento de intenso debate político e jurídico sobre a revisão da lei de anistia no país, após um julgamento do Supremo Tribunal Federal na ADPF 153 validando a lei de anistia de 1979 e uma decisão da Corte Interamericana de Direitos Humanos no Caso Gomes Lund e outros ("Guerrilha do Araguaia") versus Brasil em sentido oposto, apontando a inconvencionalidade das medidas de impunidade para greves violações contra os direitos humanos, ao mesmo tempo em que o país discutia a instalação de uma Comissão Nacional da Verdade (finalmente tida em 2013). Para além dos pesquisadores acadêmicos, entre os autores do livro estavam os representantes das vítimas do caso Gomes Lund junto ao Sistema Interamericano de Direitos Humanos.  
A obra consolidou-se como uma das referências no tema, utilizada por acadêmicos, gestores públicos e jornalistas, estando disponível nas principais bibliotecas do país, com acesso on-line gratuito, tendo seus capítulos amplamente citados na literatura acadêmica e nos debates políticos apontado a fragilidade da transição política brasileira no campo da responsabilização criminal dos agentes violadores de direitos humanos.
Uma versão resumida voltada ao público internacional foi publicada no ano seguinte pela Cambridge University Press sob curadoria da professora Payne e de Francesca Lessa com o título “Amnesty in the Age of Human Rights Accountability”.
Em seu trabalho recente, Payne tem se dedicado a estudar as mobilizações de direita contra os direitos humanos na América Latina e o modo como a sociedade lida e elabora os depoimentos de atos violentos praticados por militantes de esquerda no contexto das ditaduras políticas de direita vividas pela América do Sul na segunda metade do século XX. 